# ریچارد شایر
ریچارد شایر (انگلیسی: Richard Schayer؛ ‏ ۱۳ دسامبر ۱۸۸۰ – ۱۳ مارس ۱۹۵۶) فیلم‌نامه‌نویس اهل ایالات متحده آمریکا بود.
از فیلم‌ها یا مجموعه‌های تلویزیونی که وی در آن‌ها نقش داشته‌است، می‌توان به سربازان پیاده و فیوری اشاره نمود.